# Jan Eschke

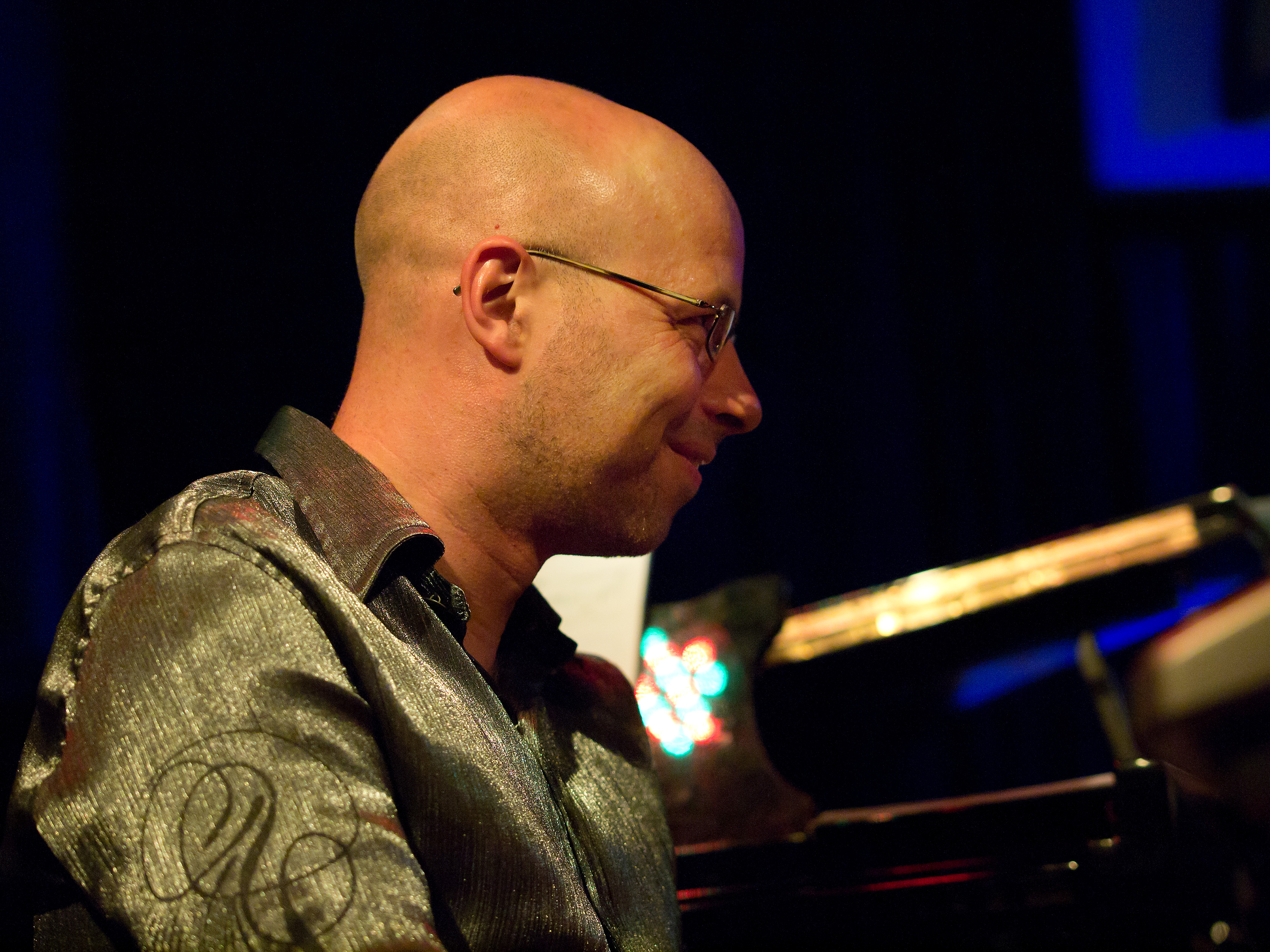
Jan Eschke, 2011

Jan Eschke (* 30. Juli 1976 in Aachen) ist ein deutscher Jazzmusiker (Piano).

## Leben und Wirken
Eschke erhielt zunächst klassischen Klavierunterricht, bevor er sich dem Jazz zuwendete. Nach Unterricht bei Max Neissendorfer und einem Studium an der Neuen Jazzschool München von 1992 bis 1994 gehörte er zu Charly Antolinis Jazz Power, Martin Grubingers Percussive Planet Ensemble, Max Grosch Quartett, Martin Auer Quartett und Charly Augschölls Hotline Band. Mit Heiko Jung und Arno Haselsteiner bildete er das Trio Dreizack, das das Album Tricolor vorlegte. Weiterhin spielte und tourte er mit Enders Room, Norisha, Nina Michelle, Eddy Miller Band, Coffee Club Band, Brahms Meets Jazz, Sonja Eschke und die Rabauken-Combo u. a. sowie im Duo mit Rainer Gruber. Er ist auch auf Alben von Johannes Faber, Lisa Wahlandt, Florian Trübsbach, Torsten Goods, Andreas Perger, Tom Reinbrecht, Philipp Stauber und Andreas Kurz zu hören.
Seit dem Wintersemester 2010/11 ist er Lehrbeauftragter für Piano am Leopold-Mozart-Zentrum der Universität Augsburg.